# Psyrassa subpicea
Psyrassa subpicea là một loài bọ cánh cứng trong họ Cerambycidae.